# 榛果俪
榛果俪（義大利語：Frangelico）是一款意大利皮埃蒙特大区库内奥省Canale市出产的榛子香草风味利口酒，酒精浓度20%。20世纪80年代最初发布的时候，榛果俪的酒精浓度为24%。
榛果俪的酒瓶被设计为一个修道士的样子，瓶子腰部缠着一根打了结的白线。据制造商的说法，Frangelico这个名字是源自于一个名叫“Fra Angelico”的隐士，正式此人发明了这一独一无二的力娇酒配方。然而榛果俪的酒瓶更贴近方济各会修道士的形象，因此人们更多的认为其名来自于意大利文艺复兴时期著名的画家，道明会的安杰利科修士，只不过他通常身穿白色长袍而且不系腰带。
榛果俪品牌最初由C&C集团持有，格兰父子收购C&C集团后拥有了这个品牌。随后2010年格兰父子将榛果俪卖给了金巴利集团，后者目前持有该品牌。

## 生产
榛果俪的制作方法和其他果仁力娇酒类似：将坚果碾碎，与可可、香草、浆果和其他天然香料混合，然后浸泡在烈酒中。当酒液吸收了配料的香味后过滤掉残渣，加糖，最后瓶装。

## 饮用
榛果俪可以用来调制多种鸡尾酒，如“榛子马丁尼”，“飘香榛果俪”以及“榛果俪蔓越莓”等，榛果俪混合伏特加可以调出“巧克力蛋糕子弹特饮”。或者可以简单的就冰块、苏打水或者咖啡饮用。